# Hrabstwo Swain

Piramida wieku hrabstwa

Hrabstwo Swain – hrabstwo w USA, w stanie Karolina Północna, według spisu z 2000 roku liczba ludności wynosiła 12 968. Siedzibą hrabstwa jest Bryson City.

## Geografia
Według spisu hrabstwo zajmuje powierzchnię 1400 km², z czego 1368 km² stanowią lądy, a 32 km²  stanowią wody.

### Miasta
- Bryson City
- Cherokee (CDP)

### Sąsiednie hrabstwa
- Hrabstwo Sevier (Tennessee)
- Hrabstwo Haywood
- Hrabstwo Jackson
- Hrabstwo Macon
- Hrabstwo Graham
- Hrabstwo Blount (Tennessee)